# Bad Hersfeld
Bad Hersfeld este un oraș din landul Hessa, Germania.